# Frank Christian Wagner
Frank Christian Wagner (* 7. Mai 1983 in Ingolstadt) ist ein deutscher Filmemacher und Sprecher.

## Berufliche Karriere
Nach seinem Medienmanagement-Studium, mit Schwerpunkt Kommunikationswissenschaften, an der Fachhochschule Würzburg-Schweinfurt gründete Wagner im Jahr 2010 seine eigene Produktionsgesellschaft. Während seines Studiums an der Fachhochschule, an der er von Oktober 2013 bis Januar 2017 als externer Lehrbeauftragter im Fachbereich Medienproduktion audio-visuell dozierte, wurde er im Rahmen des journalistischen Förderprogramms für Stipendiaten (JFS), von der Hanns-Seidel-Stiftung gefördert.
Erstmals öffentlich auf sich aufmerksam machte er im Jahr 2013, mit der Nominierung zum 46. Deutscher Wirtschaftsfilmpreis für seinen Beitrag Moodfilm – Bolschoi, im Auftrag der Bosch Rexroth AG, bei dem er die Gestaltung und Produktion übernahm.
2019 wurde sein Beitrag Teaser – ActiveShuttle, den er mit seiner Gesellschaft als ausführender Produzent verantwortete und der ebenfalls im Auftrag der Bosch Rexroth AG entstand, mit dem 2. Platz ausgezeichnet, der mit einem Geldpreis in Höhe von 6.000 € dotiert war.
Erste Gehversuche im szenischen Bereich sammelte Wagner mit der Realisierung der Webserie Café Klug – Die Serie, die den Alltag einer Würzburger Szenekneipe humoristisch aufgriff. Gastauftritte von Prominenten wie Alexander Keen und Iris Aschenbrenner verschafften dem Format auch über Würzburg hinaus Aufmerksamkeit.
Für seinen Debütfilm A Father’s Job im Jahr 2021, der ein fiktives jüdisches Frauenschicksal thematisiert, konnte Wagner unter anderem den Schauspieler Christian Harting für die männliche Hauptrolle und den Komponisten Robin Hoffmann gewinnen. Der Film wurde bisher mit über 60 internationalen Filmpreisen ausgezeichnet. Darunter fallen Auszeichnungen für den besten Film, das beste Drehbuch und die beste Regie. Der Film war unter anderem für zwei oscarqualifizierende Filmfestivals nominiert.
Im Jahr 2022 wurde sein Werbefilm brother – ScanNcut (Disney Edition), der im Auftrag der deutschen Vertretung von Brother Industries in Bad Vilbel entstand, unter anderem beim Realtime International Film Festival als bester Werbefilm des Jahres ausgezeichnet.
Wagner arbeitet zurzeit an seinem zweiten Filmprojekt Solo für Lucy.

## Auszeichnungen
Für seine Arbeit wurde Wagner bisher mit 26 internationalen Preisen und neun Nominierungen ausgezeichnet. Wagner ist Träger des Kulturförderpreises der Stadt Würzburg.